# Гапоненко, Юрий Андреевич
Юрий Андреевич Гапоненко (укр. Юрій Андрійович Гапоненко, позывной — Байкер; 6 мая 1967, Конотоп — 9 марта 2023, Киев) — украинский военнослужащий, младший сержант, участник российско-украинской войны. Герой Украины (2024, посмертно).

## Биография
Родился в городе Конотоп Сумской области. Окончил среднюю школу №5 в родном городе. Получил две высших образования в Киевском автомобильно-дорожном институте: по специальностям «Автомобильные дороги» (инженер-строитель) и «Экономика предприятия и правоведение» (экономист-правовед).
В 1990–1992 годах работал инженером в отделе комплексного проектирования института «УКРДИПРОДОР» в Симферополе. Позже переехал в Киев, где сделал карьеру в банковской сфере, пройдя путь от заместителя начальника отдела до исполняющего обязанности председателя правления. С 2000 года занимался предпринимательской деятельностью, был акционером и руководителем нескольких компаний, включая корпорацию «Ватра» в Тернополе, а также основал предприятия в Киеве и Житомирской области.
Увлекался охотой, рыбалкой и путешествиями. Был участником байкерского движения, за что получил позывной «Байкер».
С начала полномасштабного вторжения России в Украину в феврале 2022 года добровольно вступил в ряды Вооружённых сил Украины. Служил в 95-й отдельной десантно-штурмовой бригаде, а затем в 46-й отдельной аэромобильной бригаде в звании старшего солдата и снайпера. Участвовал в боях за Макаров, Херсон и Бахмут.
2 февраля 2023 года получил тяжёлое ранение вблизи Бахмута. Был эвакуирован в Киев, где скончался в госпитале 9 марта 2023 года.
Похоронен на Пироговском кладбище в Киеве.

## Награды
- Звание «Герой Украины» с удостоением ордена «Золотая Звезда» (23 августа 2024, посмертно) — за личное мужество и героизм, проявленные в защите государственного суверенитета и территориальной целостности Украины, верность военной присяге[2].
- Орден «За мужество» II степени (26 июля 2023, посмертно) — за личное мужество и самоотверженные действия, проявленные в защите государственного суверенитета и территориальной целостности Украины[3].
- Орден «За мужество» III степени (5 мая 2022) — за личное мужество и самоотверженные действия, проявленные в защите государственного суверенитета и территориальной целостности Украины, верность военной присяге[4].